# Bourlaschouwburg

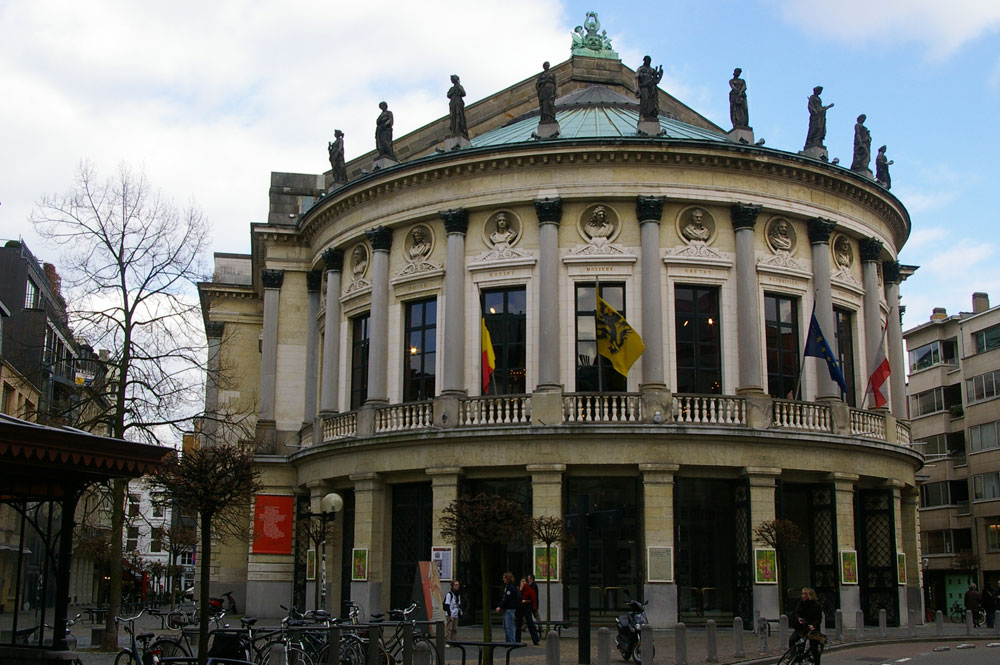
Bourlaschouwburg

Die Bourlaschouwburg ist ein Theater in der Stadt Antwerpen in Belgien.
Der Entschluss zum Bau des Theaters erfolgte in der Stadt im Jahr 1827. Man beauftragte den Architekten Pierre Bourla mit dem Architekturentwurf. Der Bau wurde 1829 begonnen, jedoch von der belgischen Revolution verzögert.
Schließlich wurde das Theater im Jahre 1834 fertiggestellt und unter dem Namen Grand Théâtre des Théâtre Royal Français von jener Truppe eröffnet, die dort spielte. Es beherbergt derzeit das Bourlastraat Toneelhuis, das einen Zusammenschluss der Theatergesellschaften des Königlich Flämischen Theaters mit der Blauwe Maandag Compagnie darstellt. Das Gebäude hat heute rund 900 Plätze.

## Gefährdetes Kulturdenkmal
Seit Mai 2014 steht die Bourlaschouwburg wegen der projektierten Erneuerung der Technik auf der Liste der gefährdeten Kulturdenkmäler Europas, da sich in dem Haus noch die überwiegend originale Bühnentechnik von 1834 befindet.
Als um 1993 im Laufe der Vorbereitungen zur Kulturhauptstadt Mittel frei wurden für eine Renovierung, entwickelte sich ein Konflikt zwischen der Ballett-Truppe und dem belgischen Theatertechniker-Verband BASTT: Das Ballett wollte eine moderne Bühnenmaschinerie, die Theatertechniker hingegen die barocke Bühnenmaschinerie erhalten. Im Original findet man solche alten Maschinerien sonst nur noch in den Schlosstheatern von Drottningholm und Český Krumlov.